# Juticalpa Fútbol Club
O Juticalpa Fútbol Club é um clube hondurenho de futebol fundado em 2004 e com sede na Juticalpa. A equipe compete no Campeonato Hondurenho de Futebol.